# Icon (Tony Effe)
Icon è il secondo album in studio del rapper italiano Tony Effe, pubblicato il 15 marzo 2024 dalla Island.

## Antefatti e descrizione
Successivamente alla pubblicazione del primo album solista Untouchable del 2021, Tony Effe ha collaborato con diversi artisti, pubblicando due singoli nel 2023: Boss e Taxi sulla Luna, in collaborazione con Emma.
L'album vede la presenza di numerosi produttori e autori, tra cui Charlie Charles, Sick Luke, Takagi & Ketra, Zef e Drillionaire, oltre a diversi artisti collaboratori provenienti dall'hip hop e rap come Sfera Ebbasta, Lazza, Geolier, Tedua, Bresh, Guè, Ghali e Kid Yugi; e dal pop come Rose Villain, Emma e Gaia.

## Accoglienza
| Recensione | Giudizio |
| ---------- | -------- |
| Newsic     | 6,5/10   |
| Ondarock   | 4/10     |
| Rockol     | 6/10     |

L'album ha ricevuto recensioni miste da parte della critica musicale. Claudio Cabona di Rockol scrive che rispetto al precedente progetto, Icon «non lascia il segno, è un disco infarcito di feat, scontato dal punto di vista testuale», trovandolo tuttavia il miglior progetto del rapper poiché «c'è un lavoro musicale non scontato» sulla cultura dell'hip hop.
In una recensione negativa, Antonio Silvestri di Ondarock afferma che l'album non risulti «strutturato» nelle tematiche e che i testi risultino «monotoni, triviali o talmente sopra le righe o naif da suscitare qualche perplessa risata» esaltando «comportamenti misogini, violenti o semplicemente illegali».

## Tracce
1. Vero Tony vero Sosa – 2:44 (Nicolò Rapisarda, Diego Vincenzo Vettraino, Thomas Crimeni)
2. Pillole (feat. Sfera Ebbasta e Geolier) – 2:27 (Nicolò Rapisarda, Gionata Boschetti, Emanuele Palumbo, Diego Vincenzo Vettraino)
3. Carrara (feat. Simba La Rue) – 3:09 (Nicolò Rapisarda, Mohamed Lamine Saida, Diego Vincenzo Vettraino, Federico Franco)
4. Particolari sporchi – 2:47 (Nicolò Rapisarda, Alessandro Merli, Alessio Buongiorno, Diego Vincenzo Vettraino, Emanuele Busnaghi, Luca Aleotti, Massimo Montonato, Paolo Alberto Monachetti)
5. Honey (feat. Lazza e Capo Plaza) – 2:44 (Nicolò Rapisarda, Jacopo Lazzarini, Luca D'Orso, Diego Vincenzo Vettraino)
6. Miu miu – 2:27 (Nicolò Rapisarda, Andrea Arcangeli, Diego Vincenzo Vettraino, Valeria Palmitessa, Salvatore Angelucci)
7. GTA (feat. Ghali) – 2:08 (Nicolò Rapisarda, Ghali Amdouni, Alessandro Moretti, Francesco Turolla, Lorenzo Bassotti, Luca Antonio Barker)
8. Dopo le 4 (feat. Bresh e Tedua) – 3:02 (Nicolò Rapisarda, Andrea Brasi, Mario Molinari, Diego Vincenzo Vettraino, Luca Di Blasi)
9. Icon – 2:08 (Nicolò Rapisarda, Diego Vincenzo Vettraino, Federico Franco, Federico Roncoletta)
10. Maison – 3:01 (Nicolò Rapisarda, Artem Raschepkin, Francesco Turolla, Lorenzo Bassotti)
11. Lap Dance (feat. Pyrex e Side Baby) – 2:43 (Nicolò Rapisarda, Dylan Thomas Cerulli, Arturo Bruni, Francesco Avallone, Luca Antonio Barker, Marco Marra)
12. Demon Time (feat. Guè) – 3:01 (Nicolò Rapisarda, Cosimo Fini, Davide Covino, Diego Vincenzo Vettraino)
13. Balenciaga (feat. Rose Villain) – 2:42 (Nicolò Rapisarda, Rosa Luini, Carlo Pizzocaro, Diego Vincenzo Vettraino, Francesco Ravesi)
14. P – 2:41 (Nicolò Rapisarda, Diego Vincenzo Vettraino)
15. Sorry – 2:22 (Nicolò Rapisarda, Diego Vincenzo Vettraino, Federico Franco, Thomas Crimeni)
16. Boss – 2:24 (Nicolò Rapisarda, Andre R. Young, Curtis Jackson, Diego Vincenzo Vettraino, Mike Elizondo)
17. Taxi sulla Luna (con Emma) – 2:23 (Alessandro Merli, Fabio Clemente, Nicolò Rapisarda, Diego Vincenzo Vettraino, Paolo Antonacci)

Tracce bonus nella riedizione streaming
1. Damme 'na mano – 2:58 (Nicolò Rapisarda, Davide Petrella, Diego Vincenzo Vettraino, Luca Faraone)
2. Pezzi da 100 (con Kid Yugi) – 2:39 (Nicolò Rapisarda, Francesco Stasi, Alex Vella, Luca Antonio Barker)
3. Chiara – 2:29 (Nicolò Rapisarda, Diego Vincenzo Vettraino)
4. Sesso e samba (con Gaia) – 2:48 (Gaia Gozzi, Nicolò Rapisarda, Davide Petrella, Stefano Tognini)

## Successo commerciale
L'album ha raggiunto il numero uno della Top Albums Debut Global, la classifica che misura gli stream dei dischi nelle prime 72 ore dalla pubblicazione a livello globale, escludendo gli Stati Uniti. Ha raggiunto la vetta della classifica FIMI album e si è piazzato al nono posto nella Hitparade svizzera.

## Classifiche

### Classifiche settimanale
| Classifica (2024) | Posizione massima |
| ----------------- | ----------------- |
| Italia            | 1                 |
| Svizzera          | 9                 |

### Classifiche di fine anno
| Classifica (2024) | Posizione |
| ----------------- | --------- |
| Italia            | 1         |